# 제시카 이스칸다르
제시카 이스칸다르(인도네시아어: Jessica Iskandar, 1988년 1월 29일 ~ )는 인도네시아의 배우 겸 가수이다. 치카(Chika)라는 별명으로도 알려져 있다.

## 경력
이스칸다르는 존 카사블랑카 모델 학교를 졸업하고 모델로 데뷔하였다. 한편 2005년작 영화 Dealova(id)의 카라 역으로 배우로 데뷔하고 2007년작 말레이시아 영화 Diva(ms)에서 열연하여 인기를 얻었다. 이후로 드라마나 광고 등에 꾸준히 출연하고 있으며 2011년부터는 RCTI 방송(id)에서 방송 진행자로도 활동하기 시작했다.

## 출연 영화
- Dealova (2005)
- Diva (2007)
- Coblos Cinta (2008)
- Nazar (2009)
- Istri Bo'ongan (2010)
- Kung Fu Pocong Perawan (2012)